# ديفيد كوب (لاعب كرة قدم أمريكية)
ديفيد كوب (بالإنجليزية: David Cobb)‏ هو لاعب كرة قدم أمريكية أمريكي، ولد في 3 يونيو 1993 في كيلين في الولايات المتحدة.

## وصلات خارجية
- ديفيد كوب على موقع مرجع كرة القدم المحترفة.كوم (الإنجليزية)
- ديفيد كوب على موقع كلية كرة القدم في سبورتس رفرنس.كوم (الإنجليزية)